# Strzępiak krótkotrzonowy

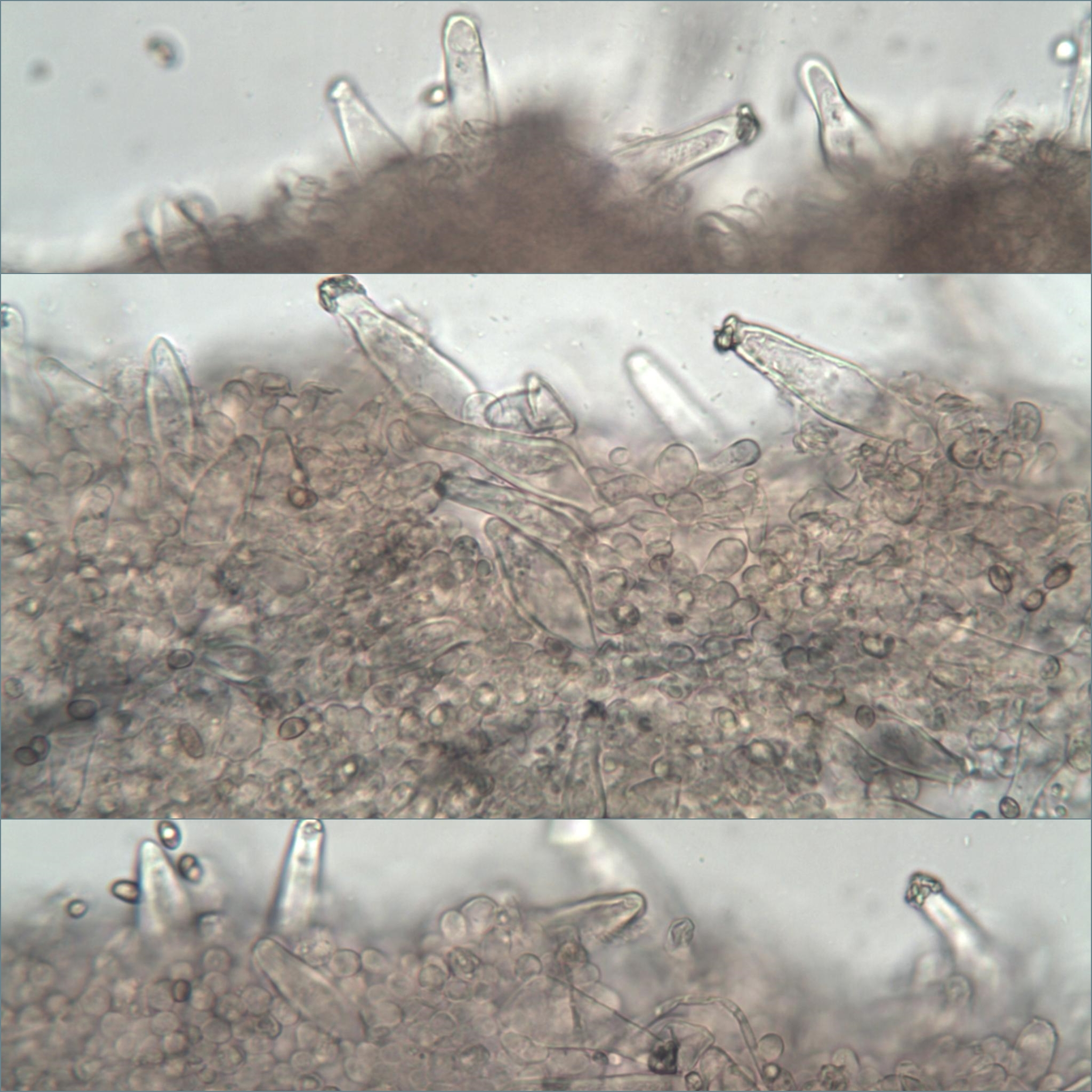
Obraz mikroskopowy

Strzępiak krótkotrzonowy (Inocybe langei R. Heim) – gatunek grzybów należący do rodziny strzępiakowatych (Inocybaceae).

## Systematyka i nazewnictwo
Pozycja w klasyfikacji według Index Fungorum: Inocybe, Inocybaceae, Agaricales, Agaricomycetidae, Agaricomycetes, Agaricomycotina, Basidiomycota, Fungi.
Synonimy:
- Inocybe langei f. major J.E. Lange 1938
- Inocybe langei f. major Singer 1936
- Inocybe langei var. heterosporoides Reumaux 1983
- Inocybe langei var. major Singer 1936

Nazwę polską zaproponował Władysław Wojewoda w 2003 r., Andrzej Nespiak opisał ten gatunek pod nazwą strzępiak Langego.

## Morfologia
Kapelusz
Średnica 2,5–3 cm, początkowo stożkowaty, potem płasko rozpostarty z niewielkim garbkiem w kształcie brodawki. Brzeg początkowo podgięty, potem prosty i nieco wygięty ku górze. Powierzchnia  początkowo wełnista lub na szczycie włóknista, przy brzegu popękana na małe i zupełnie przylegające łuseczki. Czasami (rzadziej) bywa pasemkowata lub włóknista. Barwa od żółtawoochrowej do płowej, na szczycie zawsze ciemniejsza, zwykle brązowochrowa. Niektóre owocniki maja słaby pomarańczowy lub miedziany odcień.
Blaszki
Wycięte i przyrośnięte, z blaszeczkami, czasem rozwidlone. Początkowo białawe, szarobeżowe lub nieco ochrowe, potem ochrowe, rzadziej ze słabym oliwkowym odcieniem. Ostrza równe lub faliste, szczerbate i orzęsione.
Trzon
Wysokość 2–3 cm, grubość 2–8 mm, mniej więcej walcowaty, dołem nieco zgrubiały ze słabo wyróżniającą się bulwką. Powierzchnia o barwie od nieco żółtawej lub ochrowej do płowej i silnie oszroniona, z wyjątkiem podstawy, która jest włóknista lub prawie gładka.
Miąższ
Białawy lub brudnobiały, rzadziej z czerwonawym odcieniem.
Cechy mikroskopowe
Zarodniki 6,5–10 × 4,5–6,5 µm, jajowate, rzadziej nieco gruszkowate, z dzióbkiem. Podstawki 28–30 × 7–8 µm. Cheilocystydy i pleurocystydy 40–68 × 11–21 µm z kryształkami. Ich ściana w wodorotlenku amonu barwi się na żółto. Kaulocystydy z kryształkami lub bez. Ich ściana w wodorotlenku amonu również barwi się na żółto.

## Występowanie i siedlisko
Znane jest występowanie strzępiaka krótkotrzonowego w niektórych krajach Europy. W piśmiennictwie naukowym na terenie Polski do 2003 r. podano jedno stanowisko w Poznaniu. Nowe stanowisko podano w 2018 r. w ogrodzie roślin leczniczych Gdańskiego Uniwersytetu Medycznego. Rozprzestrzenienie i częstość występowania tego gatunku w Polsce nie są znane.
Grzyb mikoryzowy. Rośnie pod drzewami liściastymi.